# برون آمدگی فیبر
برون آمدگی فیبر یکی از مکانیسم‌های شکست در مواد کامپوزیت تقویت شده با فیبر است. دیگر اشکال شکست عبارتند از تورق، ترک خوردن درون لایه ایی ماتریکس، جدایی طولی ماتریکس، جدایش فیبر از ماتریکس، و شکستن فیبر. علت برون آمدگی فیبر و تورق پیوند ضعیف است.

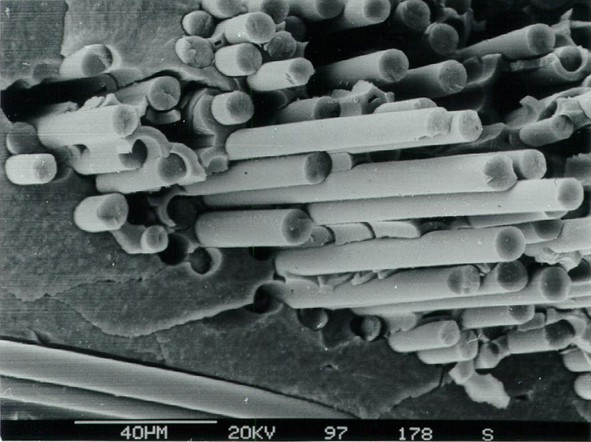

در مادهٔ کامپوزیت ماتریکس سرامیک این مکانیسم یک مکانیسم شکست نیست اما برای چقرمگی شکست آن ضروری است که چندین مرتبه بالاتر از چقرمگی شکست سرامیک معمولی است.
این شکل سطح شکست این مواد را نشان می‌دهد. الیاف قوی بر میان سطوح شکاف حالتی مانند پل ایجاد کرده و در کرنش حدود ۰٫۷٪ می‌شکنند و از این طریق مانع گسیختگی مواد شکننده در کرنش پایین ۰٫۰۵٪ به ویژه در شرایط شوک حرارتی می‌شوند. به همین دلیل استفاده از این نوع سرامیک به عنوان سپر حرارتی برای ورود مجدد به وسایل نقلیه فضایی، ترمز دیسکی و اجزاء یاتاقان مرسوم است.